# El médico botánico criollo
El médico botánico criollo (abreviado Méd. Bot. Criollo) es un libro con ilustraciones y descripciones botánicas que fue escrito por el botánico francés René de Grosourdy y publicado en español en París en 4 volúmenes en dos partes en el año 1864.

## Publicación
- Parte nº 1, Flora médica y útil de las Antillas y de la parte correspondiente del Continente Americano. 2 v. en 1;
- Parte nº 2. Compendio de terapéutica vejetal de las Antillas y de la parte correspondiente del Continente Americano. 2 v. en 1